# Evangelische Kirche (Wallerstädten)

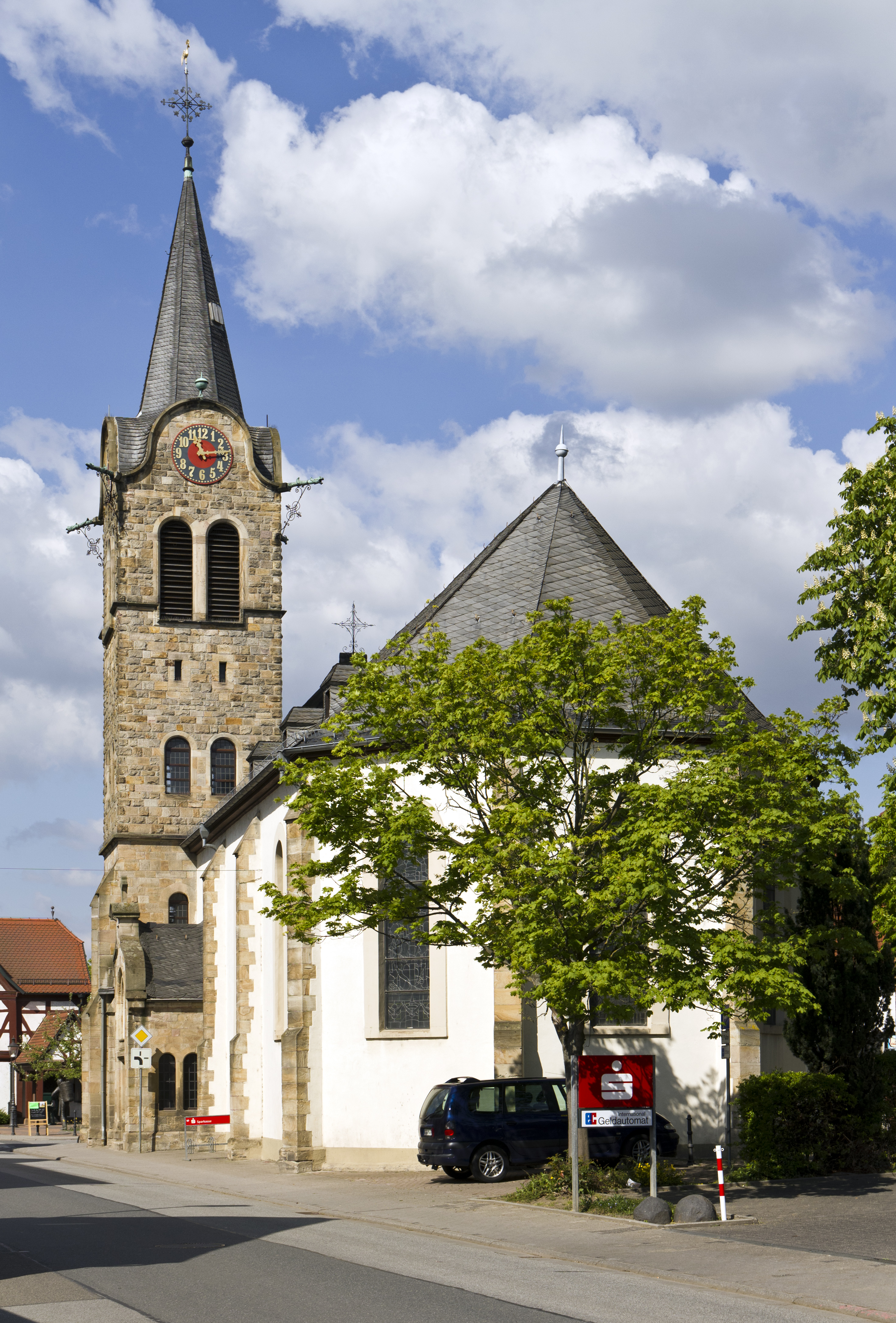
Evangelische Kirche (Wallerstädten)

Die Evangelische Kirche Wallerstädten ist ein denkmalgeschütztes Kirchengebäude, das in Wallerstädten steht, einem Stadtteil der Kreisstadt Groß-Gerau im Landkreis Groß-Gerau in Hessen. Die Kirchengemeinde gehört zum Dekanat Groß-Gerau-Rüsselsheim in der Propstei Starkenburg der Evangelischen Kirche in Hessen und Nassau.

## Beschreibung
Die barocke Saalkirche wurde 1726–30 unter Verwendung der Nordwand und des nördlichen Teils der Westwand eines Vorgängerbaus aus der 2. Hälfte des 15. Jahrhunderts gebaut. Im Jahr 1902 wurde nach Entwürfen von Carl Bronner das Kirchenschiff und der Chor mit dem dreiseitigen Schluss erhöht und mit Strebepfeilern gestützt. Der Innenraum wurde ebenfalls umgestaltet. Außerdem wurde der Kirchturm aus Quadermauerwerk an der Südostecke mit einem achtseitigen, spitzen Helm angebaut. Sein oberstes Geschoss beherbergt hinter den als Biforien gestalteten Klangarkaden den Glockenstuhl. Darüber, in dem geschweiften Giebel befindet sich die Turmuhr. Die Orgel wurde 1902 von der Giengener Orgelmanufaktur Gebr. Link gebaut. Der Prospekt wurde 1773 von Joseph Anton Onimus aus der Orgelbauerfamilie Onimus geschaffen.